# Bosc-Bénard-Crescy
Bosc-Bénard-Crescy era una comuna francesa situada en el departamento de Eure, de la región de Normandía, que el 1 de enero de 2016 pasó a ser una comuna delegada de la comuna nueva de Flancourt-Crescy-en-Roumois al fusionarse con las comunas de Épreville-en-Roumois y Flancourt-Catelon.

## Demografía
| Gráfica de evolución demográfica de Bosc-Bénard-Crescy entre 1800 y 2013 |
|                                                                          |

Los datos demográficos contemplados en este gráfico de la comuna de Bosc-Bénard-Crescy se han cogido de 1800 a 1999 de la página francesa EHESS/Cassini, y los demás datos de la página del INSEE.